# Фисек (язовир)
Фисек (или Фисека) е язовир в Североизточна България.
Разположен е в област Търговище, на 1,5 km от село Буховци. Близо до северния му бряг преминава пътят София – Варна.
Язовирната земнонасипна стена е издигната през 1960 г. в средното течение на река Пакуша. Водоемът напоява 9 хил. дка обработваема земя. В днешно време е отдаден под аренда и риболовът в него е забранен.